# Jim Hanks
James Mathew „Jim“ Hanks (* 15. Juni 1961 in Shasta County, Kalifornien) ist ein US-amerikanischer Schauspieler und Synchronsprecher.

## Leben
Jim Hanks wurde als Sohn des Kochs Amos Hanks und dessen Frau Janet (geborene Frager) geboren. Er ist der jüngere Bruder von Tom Hanks und hat vor allem in Filmen, die von seinem Bruder produziert wurden, Nebenrollen übernommen. Unter anderem doubelte er seinen Bruder in den Laufszenen von Forrest Gump. Hanks ist seit 1986 mit der Schauspielerin und Produzentin Karen Praxel verheiratet, mit der er einen Sohn hat. Da seine Eltern sich bereits 1961 scheiden ließen, wuchs er bei seiner Mutter auf, während seine älteren Geschwister Tom, Larry und Sandra bei seinem Vater blieben. Seit 1988 spielte er in mehreren Filmen und Fernsehserien mit. Im Jahr 1999 gewann er den Angel Film Award des Monaco International Film Festivals als bester Nebendarsteller im Film Blood Type. Als Synchronsprecher lieh er der Figur „Woody“ in Buzz Lightyear of Star Command: The Adventure Begins und mehreren Disney-Videospielen der Serie Toy Story seine Stimme, unter anderem 2001 in Toy Story Racer, 2003 im Extreme Skate Adventure oder 2009 in Toy Story Mania! und 2010 in Toy Story 3: The Video Game.

## Filmografie (Auswahl)
- 1992: Prison Planet
- 1993: Buford’s Beach Bunnies
- 1993: Orlando
- 1994: Forrest Gump (Double für seinen Bruder)
- 1995: X-Tro 3 (Xtro 3: Watch the Skies)
- 1995: Fatal Passion
- 1999: Desert Heat
- 1999: Inferno
- 2004: Swing
- 2004: Purgatory House
- 2005: Scrubs – Die Anfänger (Scrubs, Gastrolle)
- 2008: Deadwater – An Bord wartet der Tod (Deadwater)
- 2009: Road to the Altar
- 2010: Acts of Violence
- 2011: Seymour Sally Rufus
- 2012: I Married Who? (Fernsehfilm)
- 2012–2014: Robot Chicken (Fernsehserie, drei Folgen, Stimme)
- 2013: Automotive
- 2013: Odd Brodsky
- 2013: A Leading Man